# Trio per pianoforte e archi n. 1 (Brahms)
Il Trio per pianoforte e archi n. 1 in si maggiore, opus 8 è un trio per pianoforte, violino e violoncello di Johannes Brahms. Composto negli anni 1853-54 ad Hannover, venne largamente rivisto nel 1891. Venne eseguito la prima volta il 27 novembre 1855 alla Dodsworth Hall di New York, nella versione del 1854, poi rieseguito il 18 dicembre 1855 a Breslavia.
La durata del brano è di circa 35 minuti.

## Movimenti
1. Allegro con brio (in Si maggiore, in 2/2)
2. Scherzo (Allegro molto) (in Si minore, in 3/4)
3. Adagio (in Si maggiore, in 4/4)
4. Allegro (in Si minore, in 3/4)

## Discografia parziale
- Brahms-Piano Trio in B Major Op 8 - Isaac Stern: violin-Pablo Casals: cello-Myra Hess: piano-1952 - Prades (Casals edition)
- Johannes Brahms - Piano Trio no.1 in B major, Op.8 - Smetana Trio (Werner Ehrenhofer, violin - Kentaro Yoshii, cello - Renate Yoshii-Cordis, piano) - Registrazione del 1977 allo Schloss Esterházy, Eisenstadt, Austria
- Brahms - Complete Trios - Beaux Arts Trio - Philips (1987)
- Brahms: Complete Piano Trios - Trio Parnassus - MDG (1996)
- Brahms Piano trio no. 1 - 3 - Julius Katchen - piano, Josef Suk - violin, Janos Starker - cello - Registrazione luglio 1968 - DECCA
- Clara Schumann i Johannes Brahms - Trio Kandinksy - Columna Música (2010)
- Brahms- piano Trios N. 1 & 2 - Maria João Pires · Augustin Dumay · Jian Wang - Deutsche Grammophon (1996)
- Brahms: Trio in B Major, Op. 8 (Revised) - American Chamber Trio (Eric Larsen · June DeForest · Daniel Morganstern) - American Chamber Concerts Inc (2006)
- Brahms: Violin Concerto, Sonatas ecc. - André Previn · Viktoria Mullova · Heinrich Schiff - Universal International Music B.V (1995)